# 銀河系の歌
銀河系の歌（ぎんがけいのうた、英: Galaxy Song）は、モンティ・パイソンが1983年に発表した曲である。作詞はエリック・アイドル、また作曲はアイドルとジョン・デュ・プレが行った。
曲は1983年の映画『人生狂騒曲』の1シーンで初登場し、後に発売されたアルバム『モンティ・パイソン シングス』に収録された。2014年には、このアルバムの再発盤『モンティ・パイソン シングス（アゲイン）』にも収められたほか、同年にロンドン・The O2アリーナで行われたライブ『復活ライブ！』でもパフォーマンスが行われた。

## スケッチの概要
この曲は元々、映画第4作『人生狂騒曲』中のスケッチ、「パート5『臓器移植』」で用いられた。この曲への前振りとなっている部分は、現在YouTube上のモンティ・パイソン公式アカウントで視聴できる。
突然ブラウン氏（テリー・ギリアム）の元に2人の医師（グレアム・チャップマン、ジョン・クリーズ）が現れる。2人はブラウン氏の持っていた臓器移植カードを盾に、麻酔も無しにブラウン氏の手術を始め、無理矢理彼の肝臓を奪ってしまう。1人の医師（チャップマン）が手術の後処理をしている間に、もう1人の医師（クリーズ）は、何事かとやってきたブラウン夫人（テリー・ジョーンズ）に肝臓を提供するよう説得しようとする。
ブラウン夫人の説得に失敗した医師が、彼女のキッチンにあった冷蔵庫のドアを開けると、そこからピンクのモーニングコート姿の男性（エリック・アイドル）が登場する。男はこの『銀河系の歌』を歌い始め、その声でキッチンの壁に空いた穴から、ブラウン夫人を宇宙空間へ誘い出す。銀河に関する様々な数式が盛り込まれたこの歌は宇宙の壮大さを説き、それに比べればブラウン夫人の存在など取るに足りないものだと伝える。歌い終わった男はブラウン夫人と共にキッチンへ帰り、出て来た冷蔵庫へ戻っていくが、扉が閉められたところで、彼女は医師に、肝臓を提供する気になったと伝える。
この曲にはシンセサイザーによる間奏部分が付けられており、映画ではこの部分に女性の受精から妊娠・出産までを表現するCGアニメが被せられている。またブラウン夫人は、映画ラストシーンの『天国のクリスマス』のシーン（「パート7『死』」）にも登場する。

## 宇宙に関する解説の正確性
歌詞にはいくつも天文学的事実や数値が織り込まれており、歌詞が書かれた当時の値を正確に反映していたと考えられるが、その後の科学技術の発展によって、いっそう正確な計測が可能となった結果、値が変わっているものもある。
- アイドルは、「地球が時速900マイル (1,400 km)で回っている (revolving) 」と歌う。地球の自転速度は赤道上で1,040マイル/時（1,670km/時）であるから[8]、「900マイル/時」という表現は「マイル」の単位が海里(nautical mile)であれば正しいが、その場合は「ノット」と呼ぶのが速度の単位としては一般的である[注 4]。ただし、「自転」は本来 "rotate" であり、"revolve" は「公転」である[9]。"rotating" では歌詞の最初に出てくる "evolving" と韻を踏めないので、"revolving" を選んだと考えられる[要出典]。さらに、歌詞中では地球の軌道速度を毎秒19マイル (31 km)としているが、実際のところは毎秒18〜18.5マイル（29〜29.8km）である[10][11][12]。
- 歌詞では「太陽こそ全てのエネルギーの源」としている。実際には、直接的に太陽に由来しない電力源としてよく知られているものが3つある[要出典]。まず1つ目は地熱発電で、地熱を元に発電するものであり、この地熱は始原熱（地球形成時の余熱）由来のものが20パーセント、地殻中元素の放射性崩壊によるものが80パーセントとされている[要出典]。2つ目は月による潮の満ち引きとそれに伴う潮力発電である。最後の1つは、放射性ウランなどの放射性物質による原子力発電である。一方で、人間の使うエネルギーは大部分を化石燃料に依存しており、植物は光合成によって育つものであることを考えると、歌詞のこの部分も大枠においては真実であると言える[7]。また、先に列挙した3つの電力源は、究極的に考えると、太陽系初期の太陽活動によって作られたものであるから、アイドルの歌詞は学術的には正しくないが、文学的（あるいは衒学的）な意味では誤りとは言い切れない[要出典]。
- アイドルの言う天の川銀河の大きさはおおよそ正しい。歌詞中に登場する太陽の公転速度（「銀河系の中心点」を1周する際の速度）が登場するが、この数値は実際よりも遅い。他方、公転周期は「2億年」とされていて、既知の値が2.2億年から2.5億年といったところであるのに近い[13][14]。
- 歌詞では地球の位置が「銀河系の中心から3万光年」とされている。実際のところ、太陽は天の川銀河の中心点からおよそ26,100光年の位置にある[15]。曲中では、天の川銀河の大きさは「端から端まで10万光年」と歌われており、正確である[16]。オーストラリアの天文物理学者ブライアン・ゲンズラー（英語版）は、アイドルが言う天の川銀河の厚み（16,000光年）は、教科書に載っている6,000光年という数値よりも正確だと述べた[17]。一方で、2007年にハリウッド・ボウルで行われた『ノット・ザ・メシア』の公演では、アイドルが「厚みはたった6,000光年」と歌っており歌詞の矛盾が生じている[18]。この理由については、後にモンティ・パイソン公式サイト "Pythonline" で[注 5]、ファンの質問に対してアイドルが次のようなメッセージを寄せた。

- 曲の最後では、宇宙が膨張している (Metric expansion of space) ことに言及があり、さらに光速が「宇宙で最速」だとしている。また歌詞に登場する光速の値・毎分1,200万マイル（約1,931万キロメートル）は比較的正確なものである。光速は毎分1,116万マイル（約1,799万キロメートル）とされている[20]。1,100万マイルという値の方がより実測値に近いが、"12 (twelve)" と比べて "11 (eleven)" は韻律が悪いことからアイドルは「12」を選択したと考えられる[要出典][注 6]。

## リメイク・再演
1984年には、ジム・ポストが、自身のアルバム "Crooner From Outer Space" で、"The Galaxy/Lighten Up"としてこの曲をカバーしている。
1999年にはクリント・ブラックがアルバム "D'lectrified" (en)  にこの曲のリメイクを収めたほか、曲 "Outside Intro (To Galaxy Song)" ではアイドルと共作・デュエットしている。
2012年終わりには、ブライアン・コックスがホストを務める『ワンダー・オブ・ライフ 〜生命の方程式〜』のトレイラーとして、アップデートされたバージョンがBBC Twoで放送された。アイドル自身はこの曲を "The Galaxy DNA Song" と呼んでいる。

### 復活ライブでのパフォーマンス
2014年には、この曲がモンティ・パイソンの「お別れライブ」こと『モンティ・パイソン 復活ライブ!』Monty Python Live (mostly) で再演された。前のスケッチ「スペイン宗教裁判」で登場した枢機卿たちが冷蔵庫を開けると、中からピンクのモーニングコートを着たアイドルが現れる。彼は前のスケッチで登場した老婦人（キャロル・クリーヴランド）の手を取り、この曲を歌いながら踊り出す。2人が踊っている間、画面には太陽系など銀河系の星々を映すアニメーションが流されている。曲が終了すると、ブライアン・コックスが画面上に現れ、ケンブリッジ大学の一角で歌詞が科学的に不正確だと指摘し始めるが、後ろから電動車椅子で走ってきたスティーヴン・ホーキングにはねられてしまう。ホーキングはコックスをはねた後宇宙へ向かい、自分で『銀河系の歌』を歌い始める。
ライブ最終日の公演にはホーキングが来場しており、日本で発売されているディスクでは、スケッチ後に彼が観客の歓声に応じる姿を見ることができる。またスケッチでアイドルとクリーヴランドが2人で踊るシーンは、元スケッチでのCGアニメーション部分に相当する。
ホーキングは元々モンティ・パイソンの大ファンであり、アイドルがライブへの出演を持ちかけたところ1分で快諾したという。また自分が日常使用している電子音声を提供し、映像用の曲収録に協力している。
復活ライブで用いられたホーキングの電子音声版『銀河系の歌』は、2015年4月に、配信・ビニルの2タイプで発売された。これに先立ち、2015年4月13日には、モンティ・パイソンのYouTube公式アカウントでミュージックビデオが公開された。この動画では、特別映像のメイキングや、ライブのハイライト映像、更にグレアム・チャップマンなども登場する過去のアーカイヴ映像がミックスされている。発売に合わせて特設サイトもオープンしており、ホーキングのアイコンを使って小惑星を撃ち落とすゲームが公開された。